# М26 (граната)
M26 — американська ручна оборонна граната. Розроблена перед війною у Кореї 1950—1953 років.

## Конструкція
M26 має яйцеподібний металевий корпус, що складається з двох половин. Уздовж внутрішньої поверхні корпусу щільно укладена спіраль із насіченого сталевого дроту. Розривний заряд — 165 грам «Композиції В». При вибуху утворюється близько 1200 дрібних осколків, що дають зону суцільного ураження в радіусі 9 м і зберігають забійну дію на дальності 15-20 м. Хоча граната вважається оборонною, швидка втрата осколками забійної енергії дозволяє застосовувати її не тільки в обороні, а і в атаці. Граната може використовуватися з дистанційними запалами M204A1 та A2, M205A1 та A2, M125.

## Варіанти
M26A1 це і є граната M26
M26A2 — модифікований варіант гранати M26A1. У неї потовщений контактний підривник.
M61 — модифікований варіант гранати M26A1. Підвищена безпека додатковим пристосуванням (так званим jungle clip), який кріпиться до чеку. Виготовлено для запобігання випадковій детонації гранати. (Прийнята на озброєння на початку 60-х)

## Оператори
- США
- Канада
- Ізраїль
- Велика Британія
- Південно-Африканська Республіка
- Австралія